# Districte de Mishima
El Districte de Mishima (三島郡, Mishima-gun) és un districte de la prefectura d'Osaka, al Japó.

## Geografia
El districte de Mishima es troba al nord-est de la prefectura d'Osaka i compren el terme municipal de Shimamoto.

### Municipis
| |          |          |          |
| \| Municipi \| Població \| Extensió \| Densitat \| \| --------- \| -------- \| -------- \| -------- \| \| Shimamoto \| 29.970 \| 16,78 \| 1.800 \| \| Total \| 29.970 \| 16,78 \| 1.800 \| |          |          |          |
| Municipi | Població | Extensió | Densitat |
| Shimamoto | 29.970   | 16,78    | 1.800    |
| Total | 29.970   | 16,78    | 1.800    |

## Història
Se sap que ja existia a la mateixa zona un districte amb el mateix nom a l'edat mitjana, però aquest va ser dividit i dissolt l'any 701. L'actual districte es va fundar l'any 1896 i originàriament el formaven més municipis com Suita, Settsu, Minō, etc. Moltes d'aquestes aldees del districte van ser fusionades amb aquests municipis, sobre tot després de la guerra, i cap al 1966, només el municipi de Shimamoto restava com a únic integrant del districte.

## Regió de Mishima

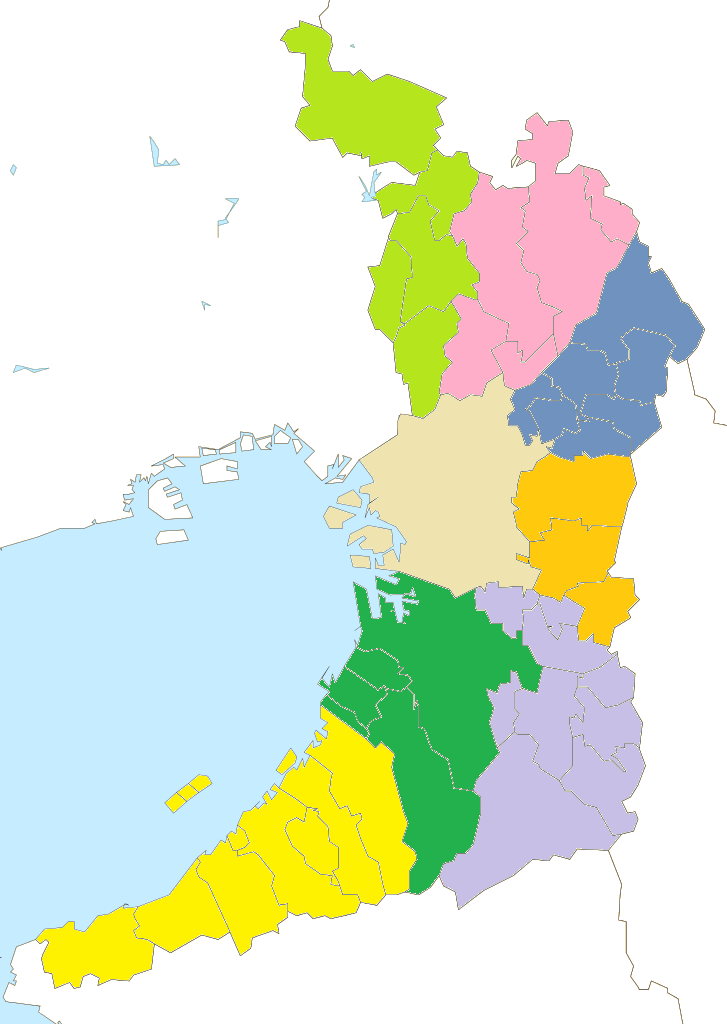
Mapa regional de la prefectura d'Osaka. Al nord, Mishima.

Existeix, de manera no oficial, una divisió regional o administrativa de la prefectura d'Osaka. Una de les divisions d'aquest sistema és la regió de Mishima (三島地域) inspirada en el districte i la qual inclou antics municipis que ara no es troben al districte. Aquesta divisió es troba reconeguda (tot i que de manera no oficial) al web del govern prefectural i és utilitzada tant per aquest com per institucions i empreses privades com a àrea de gestió, administració i descentralització del territori.
| |           |          |          |
| \| Municipi \| Població \| Extensió \| Densitat \| \| --------- \| ------------ \| -------- \| -------- \| \| Ibaraki \| 283.054 \| 76,49 \| 3.701 \| \| Settsu \| 86.060 \| 14,87 \| 5.787 \| \| Shimamoto \| 30.968 \| 16,81 \| 1.842 \| \| Suita \| 382.438 \| 36,09 \| 10.597 \| \| Takatsuki \| 348.108 \| 105,29 \| 3.306 \| \| Total \| 1.121.567[3] \| 249,60 \| 4.493 \| |           |          |          |
| Municipi | Població  | Extensió | Densitat |
| Ibaraki | 283.054   | 76,49    | 3.701    |
| Settsu | 86.060    | 14,87    | 5.787    |
| Shimamoto | 30.968    | 16,81    | 1.842    |
| Suita | 382.438   | 36,09    | 10.597   |
| Takatsuki | 348.108   | 105,29   | 3.306    |
| Total | 1.121.567 | 249,60   | 4.493    |

El municipi més poblat d'aquesta regió i, per tant, "capital de facto" és Suita, tot i que la seu del govern prefectural per a aquesta zona es troba a Ibaraki.